# 土耳其咖啡
土耳其咖啡（土耳其語：Türk kahvesi），是一種擁有漫長歷史的咖啡飲品，將研磨到細緻成粉的咖啡豆放進咖啡壺内，與熱水烹煮成味道濃烈的咖啡。土耳其咖啡的沖調手法並非土耳其僅有，在鄰近的中东國家，如敘利亞、黎巴嫩、伊朗，以至曾經被奧斯曼帝國所統治過的东南欧諸國，像是希臘、塞爾維亞及波斯尼亞也普遍盛行土耳其咖啡的沖調方式。

## 沖煮方式

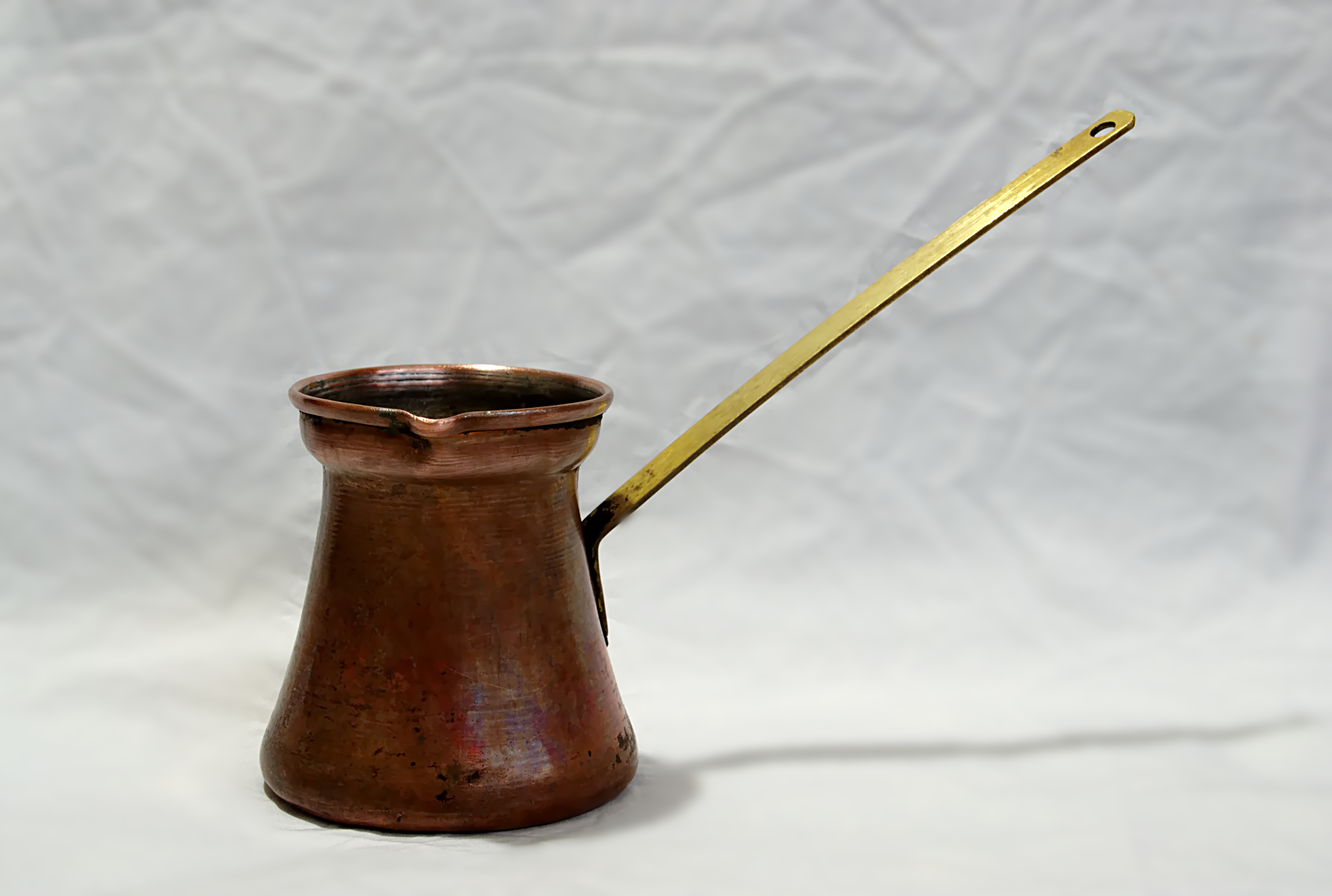
煮土耳其咖啡時所使用的傳統長柄銅製咖啡壺

土耳其咖啡是指一種沖泡精細研磨咖啡豆的作法。土耳其咖啡可以使用任何咖啡豆來製作，其中阿拉比卡咖啡被認為是最好的品種，另外羅布斯塔咖啡也被廣泛使用。咖啡的豆子必須先磨碎成非常細緻的粉末，才能開始準備後續的咖啡蒸煮步驟。粉狀咖啡豆可以自行在家裡使用咖啡研磨機來磨碎成非常精細的咖啡粉，不過世界上大部分的人會選擇向咖啡商人直接訂購，或是在商店購買已磨好的現成咖啡豆。
土耳其咖啡的製作方法是將粉末狀的咖啡豆加入水與糖後，一同在名為的專用銅製長柄咖啡壺內烹煮。土耳其咖啡不需要煮到完全沸騰，只要將壺內的咖啡混合物加熱到開始冒泡時，便可把咖啡壺從火上移開，依據各種不同的蒸煮工藝，土耳其咖啡可以在冷卻後，又短暫地再度加熱兩次以增加咖啡上的泡沫。有時則會先將大約三分之一的咖啡先倒入到各個杯子中，剩餘的咖啡則再度放到火上繼續燒滾，直到沸騰後再依序分配到之前的杯子裡。傳統上會將土耳其咖啡倒入小瓷杯內來慢慢品嘗。
在準備沖泡土耳其咖啡時可以準備適量的糖加入咖啡飲品中。依據甜度的不同，土耳其咖啡也擁有不同的名稱：不加糖的黑咖啡被稱為，含有少量或中等糖分的土耳其咖啡名為，加入大量糖份的甜咖啡則被稱作。在喝土耳其咖啡時通常會搭配小型甜食來享用，土耳其軟糖是最普遍與土耳其咖啡一同食用的點心，土耳其軟糖經常使用小豆蔻 、洋乳香、蘭莖粉 或龍涎香 來增添風味。將咖啡從長柄咖啡壺倒入杯中時，許多粉末狀的咖啡豆渣會順帶被倒進杯子裡，有些人會等咖啡渣完全沉澱到杯子底部後，才開始品嘗咖啡，不過更多人則選擇咖啡仍處於混著咖啡渣的悬浊液狀態時，便直接大口暢飲濃濁的土耳其咖啡。

## 歷史

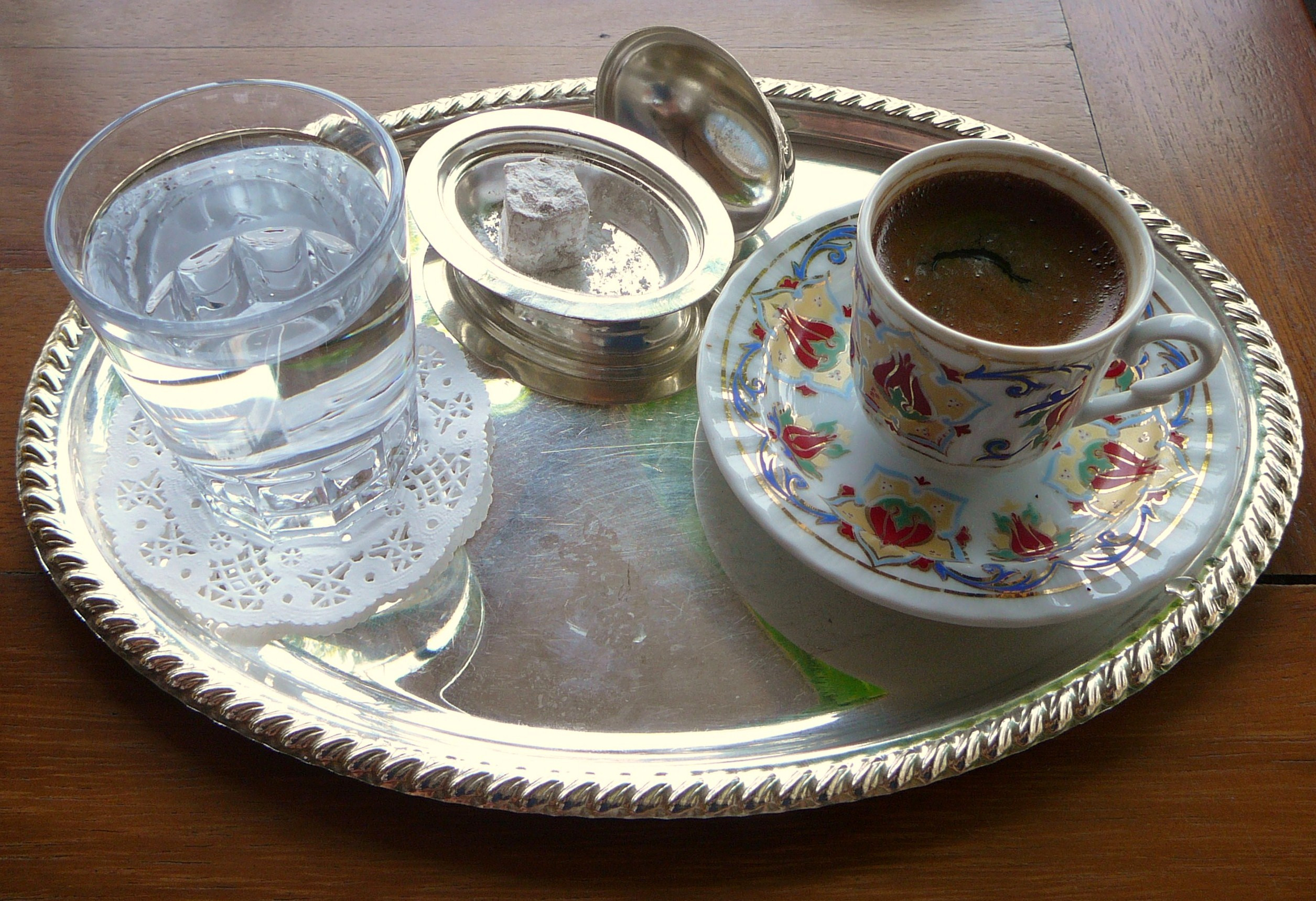
一杯土耳其咖啡與土耳其軟糖

土耳其咖啡最早興起於奥斯曼帝国，雖然在對古兰经最嚴格的教義解釋下，濃咖啡被認為是一種藥物而被官方禁止食用。不過土耳其咖啡在帝國境內普遍受到人民的熱愛，咖啡館更是如雨後春筍般地遍及各地，最終奧斯曼蘇丹決定解除這條形同廢紙的咖啡禁令。
土耳其咖啡在17世紀的中後期傳到了英國和法國，英國的第一家咖啡館於17世紀中期由一位土裔犹太人所創立。1680年，土耳其駐法國的大使邀請法國各地的政要名流參加了一場奢華的聚會，在派對中，土耳其大使的非洲奴隸們用昂貴的瓷器茶托端著咖啡呈給賓客們享用。

## 文化影響

### 咖啡占卜
飲用土耳其咖啡後所殘存的咖啡渣被認為可以用來占卜命運，通常占卜者會先將咖啡杯倒轉放置於茶碟上，等到杯子冷卻後，再藉由觀察咖啡碎渣所形成的圖案來算命。

### 土耳其婚禮
除了作為日常飲料外，土耳其咖啡也在土耳其的傳統婚禮中佔有一席之地。在當地的婚前禮習俗中，男方的家長（假如男方的父親無法前往，將由母親或是家中的長輩代替）必須先陪同新郎拜訪年輕女孩的家庭，與新娘當面對談並詢問對方的父母是否祝福這樁婚事，在這次的探訪中，新娘必須準備土耳其咖啡給客人飲用，新娘有時會故意在新郎的咖啡中不加糖，而是放入鹽來測試對方的性格，假如男方沒有表露出任何不愉快的神情，那新娘就會認為新郎有著不暴躁而富有耐性的好脾氣，在傳統禮儀上新郎都會面帶笑容地收下女方這項苛刻的婚前考驗。

## 各地名稱
土耳其咖啡在世界各地廣受歡迎，在不同地區與國家內的土耳其咖啡也擁有許多不同的稱呼方式，例如「希臘咖啡」或「阿拉伯咖啡」等別名。

### 波士尼亞與赫塞哥維納
在波斯尼亚和黑塞哥维那，土耳其咖啡也被稱為「波斯尼亞咖啡」，與正統的土耳其咖啡做法略有不同，波士尼亞地區的居民將冷水燒開後，會先倒出少量滾水保存在咖啡杯內留作後用，隨後再把碎咖啡豆倒入銅製咖啡壺內，和剩餘的熱水重新加熱到沸騰並形成厚厚的一層泡沫為止，由於壺內的熱水本身已具有相當的熱度，因此第二次加熱通常只需花費幾秒鐘的時間便可完成。以上步驟可以重複數次，並適量加入先前所預留的熱水。在波斯尼亞飲用咖啡是一種傳統的日常文化，在社交聚會中更是少不了咖啡的身影。

### 捷克、斯洛伐克與立陶宛

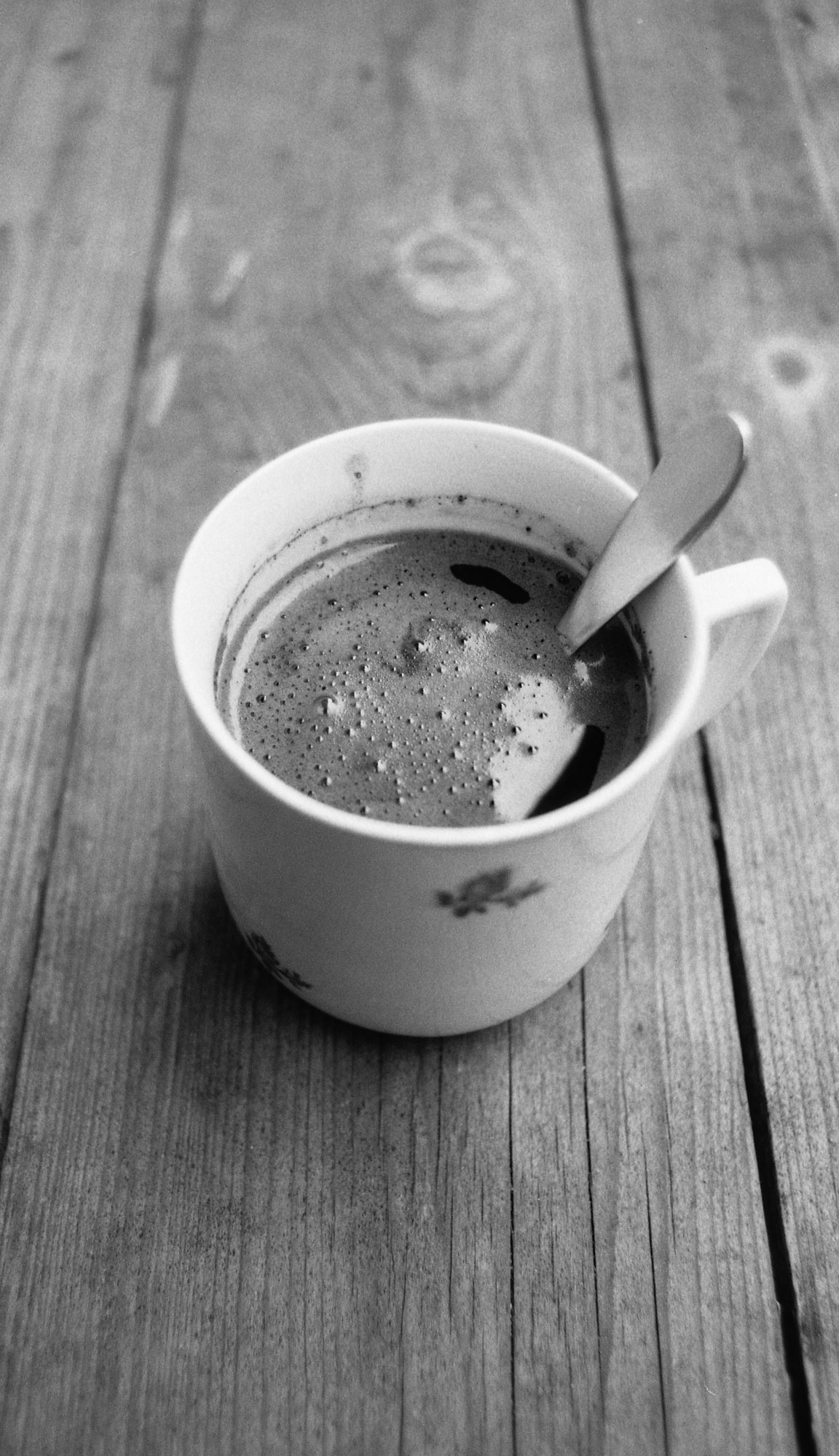
捷克與斯洛伐克地區，用滾水直接沖泡碾碎的咖啡豆所製成的土耳其咖啡

土耳其咖啡的飲品在捷克和斯洛伐克一帶非常受到民眾的歡迎，儘管在過去的幾十年間，因為其他類型咖啡的興起，例如濃縮咖啡開始在市面上大為流行，導致土耳其咖啡的普及比率因此下降。在捷克與斯洛伐克的咖啡店內通常不會販賣土耳其咖啡，而是在售貨亭和酒吧內販售，或是在家裡自行沖煮土耳其咖啡。捷克和斯洛伐克在製作土耳其咖啡的方法上有別於傳統土耳其的做法，也不同於阿拉伯世界或是巴尔干半岛國家沖調土耳其咖啡的方式，當地人在沖泡土耳其咖啡時不會使用長柄銅製咖啡壺來滾煮咖啡，而是將適當分量的研磨咖啡粉倒入已沸騰或幾乎沸騰的熱水中沖泡。另外在立陶宛地區也是以同樣的方式來沖調土耳其咖啡。

### 希臘
在希腊，土耳其咖啡過去也被直接簡稱為「土耳其」（希臘語：τούρκικος）。但因為1960年代希臘與土耳其雙方於政治上緊張局勢的影響，導致當時的土耳其咖啡因為政治問題而被改稱為「希臘咖啡」（ελληνικός καφές），這種稱呼於1974年土耳其入侵塞浦路斯後在希臘地區變得更加流行，加上希臘－土耳其關係長年處於時有摩擦的緊繃狀態，在民族主義與反土耳其情緒的影響下，許多希臘人試圖抹消土耳其咖啡稱呼背後的奧斯曼土耳其歷史。甚至在1990年時，希臘還曾發起「希臘咖啡」名字的推廣活動。現今在兩國局勢平緩後，眾多熱愛咖啡的希臘人開始再度使用土耳其之名來稱呼他們心愛的土耳其咖啡。

### 亞美尼亞
在亞美尼亞，土耳其咖啡也被稱為「亞美尼亞咖啡」。今日於亞美尼亞地區的咖啡飲料已徹底融入了傳統文化之中 - 當地居民會向來到家裡拜訪的客人提供這種特殊的咖啡飲品。除此之外，亞美尼亞人有時也會在喝咖啡的時候配上點心果仁蜜餅來享用。
根據記者托馬斯·比爾利撰寫的書籍《魯本珀西軼事集》所述，亞美尼亞人於1674年在欧洲開設了第一家咖啡店，當時咖啡首次在西方流行起來。不過托馬斯·比爾利仍將這間咖啡館描述為「不完美」的咖啡店，批評它在賣咖啡的同時竟也銷售酒類飲料與香煙，另外書中也提到，亞美尼亞人的半調子咖啡店影響了日後於巴黎創立的普罗可布咖啡馆，普羅可布咖啡館除了有賣咖啡飲品，也同時販售雪葩等冰品。